# Sergio Contreras Pardo
Sergio Contreras Pardo (Málaga, 27 de abril de 1983), más conocido como Koke, es un exfutbolista español, su último club fue el Aris Salónica.

## Trayectoria
Comenzó su carrera como futbolista en las categorías inferiores del Málaga CF.
En junio de 2002 fue uno de los partícipes del histórico ascenso del Málaga B a la segunda división. Meses después hacía su debut con el Málaga en partido oficial ante el Gent en la Intertoto. Después de ir alternando el primer equipo y el filial, en enero de 2004, después de jugar poco con el primer equipo, que contaba con el veterano delantero Salva, se marchó al potente equipo francés del Olympique de Marsella, jugando diez partidos sin marcar ningún gol. En la siguiente temporada le fue mejor, marcando cinco goles en 24 partidos, y haciendo una fantástica delantera con los jugadores Steve Marlet y Péguy Luyindula. En la 2005-06, con la llegada de Mamadou Niang (en agosto de 2005) y Toifilou Maoulida (en enero de 2006), provocó un excedente de delanteros, marcando 1 gol en 9 partidos de liga y en enero de 2006, fue cedido al club portugués del Sporting de Lisboa, donde apenas jugó marcando sólo tres goles.
La llegada (inicialmente en calidad de cedido) de Djibril Cissé en agosto de 2006 significó el fin de la aventura de Koke en Francia. Finalmente firmó por el Aris Salónica FC, un equipo con bastantes jugadores españoles, con un contrato de tres años. Aquí ha jugado su mejor fútbol hasta la fecha, marcando 10 goles en liga para un equipo que finalizó cuarto en la liga después de haber promocionado la temporada anterior.
En el verano de 2011  Koke fichó por el Rayo Vallecano con el que jugó hasta enero durante media temporada, marcando 1 gol y disputando un total de 5 partidos de liga.
Actualmente está jugando en un club llamado UD Alhameña, en 3° división andaluza.

## Vida personal
El 19 de noviembre de 2019 fue detenido como presunto cabecilla de una red de narcotráfico. Bajo su reconocimiento de culpabilidad judicial es condenado por un delito contra la salud pública a seis años de prisión a fecha de 2 de mayo de 2023.

## Clubes
| Club                  | País           | Año         |
| --------------------- | -------------- | ----------- |
| Málaga B              | España         | 2001 - 2004 |
| Málaga CF             | España         | 2002 - 2003 |
| Olympique de Marsella | Francia        | 2004 - 2006 |
| Sporting de Lisboa    | Portugal       | 2006        |
| Aris Salónica FC      | Grecia         | 2006 - 2011 |
| Houston Dynamo        | Estados Unidos | 2011        |
| Rayo Vallecano        | España         | 2011 - 2012 |
| FK Baku               | Azerbaiyán     | 2012        |
| SSV Jahn Regensburg   | Alemania       | 2013        |
| Blooming              | Bolivia        | 2013 - 2014 |
| Northeast United      | India          | 2014 - 2015 |
| PAE Veria             | Grecia         | 2015        |
| Aris Salónica FC      | Grecia         | 2015 - 2016 |

## Palmarés

### Copas internacionales
| Título                    | Club        | País   | Año  |
| ------------------------- | ----------- | ------ | ---- |
| Copa Intertoto de la UEFA | Málaga C.F. | España | 2002 |